# Ecker (Familienname)
Ecker ist ein deutscher Familienname.

## Namensträger
- Alexander Ecker (1816–1887), deutscher Anatom und Anthropologe
- Alois Ecker (* 1955), österreichischer Historiker
- Andrea Ecker (* 1962), österreichische Beamtin und Politikerin, siehe Andrea Mayer
- Berthold Ecker (* 1961), österreichischer Kunsthistoriker
- Bogomir Ecker (* 1950), deutscher Bildhauer, Fotograf und Installationskünstler
- Carl Ecker (Komponist) (1813–1879), deutscher Komponist
- Carl Ecker (Sänger) (1888–1913), deutscher Sänger
- Christopher Ecker (* 1967), deutscher Schriftsteller und Literaturkritiker
- Cornelia Ecker (* 1976), österreichische Politikerin (SPÖ)
- Danny Ecker (* 1977), deutscher Leichtathlet
- Franz Ecker (1943–1999), österreichischer Maler
- Friedrich Ecker (1859–1924), deutscher Verwaltungsbeamter und Politiker
- Fritz Ecker (1892–um 1978), politischer Funktionär (SPD)
- Georg Ecker (Politiker, 1960) (* 1960), österreichischer Politiker (ÖVP), Landtagsabgeordneter Oberösterreich
- Georg Ecker (Politiker, 1986) (* 1986), österreichischer Politiker (Grüne), Landtagsabgeordneter Niederösterreich
- Gerhard Ecker (Physiker), österreichischer Physiker und Hochschullehrer
- Gerhard Ecker (Politiker) (* 1957), deutscher Politiker (SPD)
- Gerhard Ecker (Pharmazeut) (* 1962), österreichischer Pharmazeut, Chemiker und Hochschullehrer
- Gerhard Ecker (Fußballspieler) (* 1969), österreichischer Fußballspieler
- Gisela Ecker (* 1946), deutsche Literaturwissenschaftlerin und Hochschullehrerin
- Gottfried Ecker (* 1963), österreichischer Politikwissenschaftler, Historiker, Maler und Objektkünstler
- Günter Ecker (1924–2014), deutscher Physiker
- Guy Ecker (* 1959), brasilianisch-amerikanischer Schauspieler
- Hans Ecker (Pädagoge) (1929–2013), österreichischer Pädagoge und Hochschullehrer
- Hans Heinrich von Ecker und Eckhoffen (1750–1790), deutscher Adliger, Freimaurer und Rosenkreuzer
- Hans Karl von Ecker und Eckhoffen (1754–1809), deutscher Adliger, Jurist, Freimaurer und Autor
- Hans-Peter Ecker (* 1953), deutscher Literaturwissenschaftler
- Harald Ecker (* 1939), deutscher Jurist, Autor und Journalist
- Heide Ecker-Rosendahl (* 1947), deutsche Leichtathletin
- Johann Schmitt-Ecker (1893–1980), deutscher Verbandsfunktionär und Präsident der Landwirtschaftskammer des Saarlandes
- John Ecker (* 1948), deutscher Basketballspieler und -trainer
- Jakob Ecker (1851–1912), deutscher Theologe
- Jon-Michael Ecker (* 1983), US-amerikanischer Schauspieler
- Josef Ecker-Stadlmayr (1898–1972), österreichischer Politiker (ÖVP)
- Joseph Ecker (Wirtschaftswissenschaftler) (1887–1956), deutscher Brauereibetriebswirt und Wirtschaftswissenschaftler
- Joseph R. Ecker (* 1956), US-amerikanischer Botaniker und Molekularbiologe
- Karl Ecker, siehe Carl Ecker
- Lisa Ecker (* 1992), österreichische Kunstturnerin
- Marcel Ecker (* 2002), österreichischer Fußballspieler
- Matthias Alexander Ecker (Johannes Matthias Alexander Ecker; 1766–1829), deutscher Chirurg und Geburtshelfer
- Pamela Ecker (* 1974), österreichische Malerin, Musikerin und Musikpädagogin
- Rosa Ecker (* 1969), österreichische Politikerin (FPÖ)
- Tiffany Ecker (* 1984), US-amerikanische Mountainboarderin
- Ulrich P. Ecker (* 1951), deutscher Archivar
- Uwe Ecker (* 1960), deutscher Schlagzeuger
- Wolfgang Ecker (* 1965), österreichischer Steinmetz